# Stade Océane
Stade Océane (Grand Stade du Havre) er et stadion i Le Havre. Det er hjemmebane for det franske fodboldhold Le Havre AC.